# Спивак, Дмитрий Леонидович
Дми́трий Леони́дович Спива́к (род. 25 ноября 1954) — советский и российский психолингвист и культуролог, профессор, доктор филологических наук, старший научный сотрудник Российского института культурологии, директор его Санкт-Петербургского отделения, ведущий научный сотрудник Института мозга человека имени Н. П. Бехтеревой РАН, специалист в области теории изменённых состояний сознания, теории и истории педагогики, фундаментальных проблем культурологии, а также культурной истории Санкт-Петербурга, переводчик. Основатель нового междисциплинарного научного направления — лингвистики изменённых состояний сознания, полиглот (свободно владеет семью языками). Сын психиатра Л. И. Спивака (1925—1999).

## Научная деятельность
Научные интересы Дмитрия Спивака связаны с исследованием изменённых состояний сознания и родового стресса, психолингвистистикой, фундаментальными проблемами культурологии, изучением и сохранением культурного наследия, психологией религии, трансперсональной психологией.
В конце XX века возник ряд новых научных направлений, представляющих собой гибридизацию лингвистической тематики с проблематикой достаточно далёких от языкознания наук: инженерная лингвистика, математическое языкознание, нейролингвистика. В их число вошло и совершенно новое научное направление на стыке физиологии, психологии и лингвистики, которое Дмитрий Спивак назвал лингвистикой изменённых состояний сознания (ЛИСС). Первая публикация, в которой были изложены основы ЛИСС, вышла в 1980 году на русском языке и сразу же была переведена на английский язык и опубликована в США. В дальнейшем результаты исследований, связанных с ЛИСС, публиковались в научных монографиях и научной периодике в СССР, России и за рубежом. Их предметом стала взаимосвязь речи и сознания при естественно возникающих в экстремальных условиях изменённых пространственно-временных и температурно-климатических стереотипов (высокогорье, холод, море) и искусственно вызываемых в терапевтических целях изменённых состояниях сознания. Член-корреспондент АМН СССР В. И. Медведев в 1986 году указал, что выявленные Дмитрием Спиваком закономерности позволили вскрыть ранее не имевшиеся в науке данные и решить ряд важных задач прикладной физиологии в целях адаптации человеческого организма к экстремальным условиям.
Научно-исследовательская программа изучения изменённых состояний сознания, основанная в 1989 году профессором Л. И. Спиваком и Д. Л. Спиваком в тесном взаимодействии с академиком Н. П. Бехтеревой в группе по изучению нейрофизиологии мышления, творчества и сознания в Институте мозга человека, стала первой как в Российской Федерации, так и на постсоветском пространстве в целом, программой систематического изучения ИСС, пользующейся с момента её формирования официальным признанием на уровне Российской академии наук.
Под руководством Д. Л. Спивака также были проведены научные исследования, установившие наличие положительной связи между уровнем выраженности религиозно-психологических установок и продолжительностью жизни.
С 2004 года Дмитрий Спивак возглавляет Санкт-Петербургское отделение Российского института культурологии. Он также руководит исследовательскими и издательскими грантами, регулярно организует научные конгрессы, преподаёт на кафедре трансперсональной психологии НОУ ВПО «Восточно-Европейский институт психоанализа». С 2006 года является научным консультантом международного интернет-проекта «States of Consciousness», представляющего собой платформу для освещения и поддержки академических исследований изменённых состояний сознания (ИСС) — трансдисциплинарной области научного знания, играющей важную роль в психологии, психофизиологии, психотерапии, психиатрии, социологии, культурологии, религиоведении, современных теориях менеджмента и других науках.

## Награды
- Медаль «За труды в культуре и искусстве» (30 мая 2025 года) — за вклад в развитие отечественной культуры и искусства, многолетнюю плодотворную деятельность[13].

## Научные труды
- Искусственно вызываемые состояния изменённого сознания (на материале инсулинотерапии) и их лингвистические корреляты. — Физиол. человека, 1980, № 1, с. 141—147.
- Как стать полиглотом. — Ленинград: Лениздат, 1989. — С. 144. — ISBN 5-289-00539-0.
- Спивак Д. Л. Изменённые состояния сознания: психология и лингвистика / Под редакцией академика Н. П. Бехтеревой. — СПб.: Издательский Дом Ювента; Филологический ф-т СПбГУ, 2000. — 296 с. — 1000 экз. — ISBN 5-8465-0010-2.
- Метафизика Петербурга : немецкий дух / С.-Петербург. отд-ние Рос. ин-та культурологии. — СПб. : Алетейя, 2003. — 447 с. — (300-летию Санкт-Петербурга посвящается).
- Речевые корреляты изменённых состояний сознания / Д. Л. Спивак, О. А. Бородина, Р. Г. Пиотровский // Studia linguistica : перспективные направления современной лингвистики. XII. — СПб., 2003. — С. 42-51
- Spivak D., Gruzdev N. Core religious experiences in cross-religious research // Pluralisme et reconnaissance: Defis des particularismes et des minorites. — Paris: IIIT France, 2008. pp. 373—387